# Включения цитоплазмы
Включения цитоплазмы — необязательные компоненты клетки, появляющиеся и исчезающие в зависимости от интенсивности и характера обмена веществ в клетке и от условий существования организма. Включения имеют вид зёрен, глыбок, капель, вакуолей, гранул различной величины и формы. Их химическая природа очень разнообразна. В зависимости от функционального назначения включения объединяют в группы:
- трофические;
- секреты;
- пигменты;
- экскреты.

Среди трофических включений (запасных питательных веществ) важную роль играют жиры и углеводы. Белки как трофические включения используются лишь в редких случаях (в яйцеклетках в виде желточных зерен).
Пигментные включения придают клеткам и тканям определённую окраску.
Секреты накапливаются в железистых клетках, так как являются специфическими продуктами их функциональной активности.
Экскреты — конечные продукты жизнедеятельности клетки, подлежащие удалению из неё.